# Rue de la Palestine
Pour les articles homonymes, voir Palestine.
La rue de la Palestine est une voie située dans le quartier Thabor - Paris au centre de Rennes dans le département d'Ille-et-Vilaine, en France.

## Situation et accès
La rue de la Palestine relie l'avenue de Grignan, menant à une entrée du Thabor, au boulevard de Metz à l'est, et est bordée sur plus d'un tiers au sud par le mur d'enceinte du Thabor jusqu'au boulevard de la Duchesse Anne, au-delà duquel elle fut prolongée vers l'est à la fin du XIXe siècle par délibération du conseil municipal de la ville de Rennes du 13 décembre 1897.

## Origine du nom

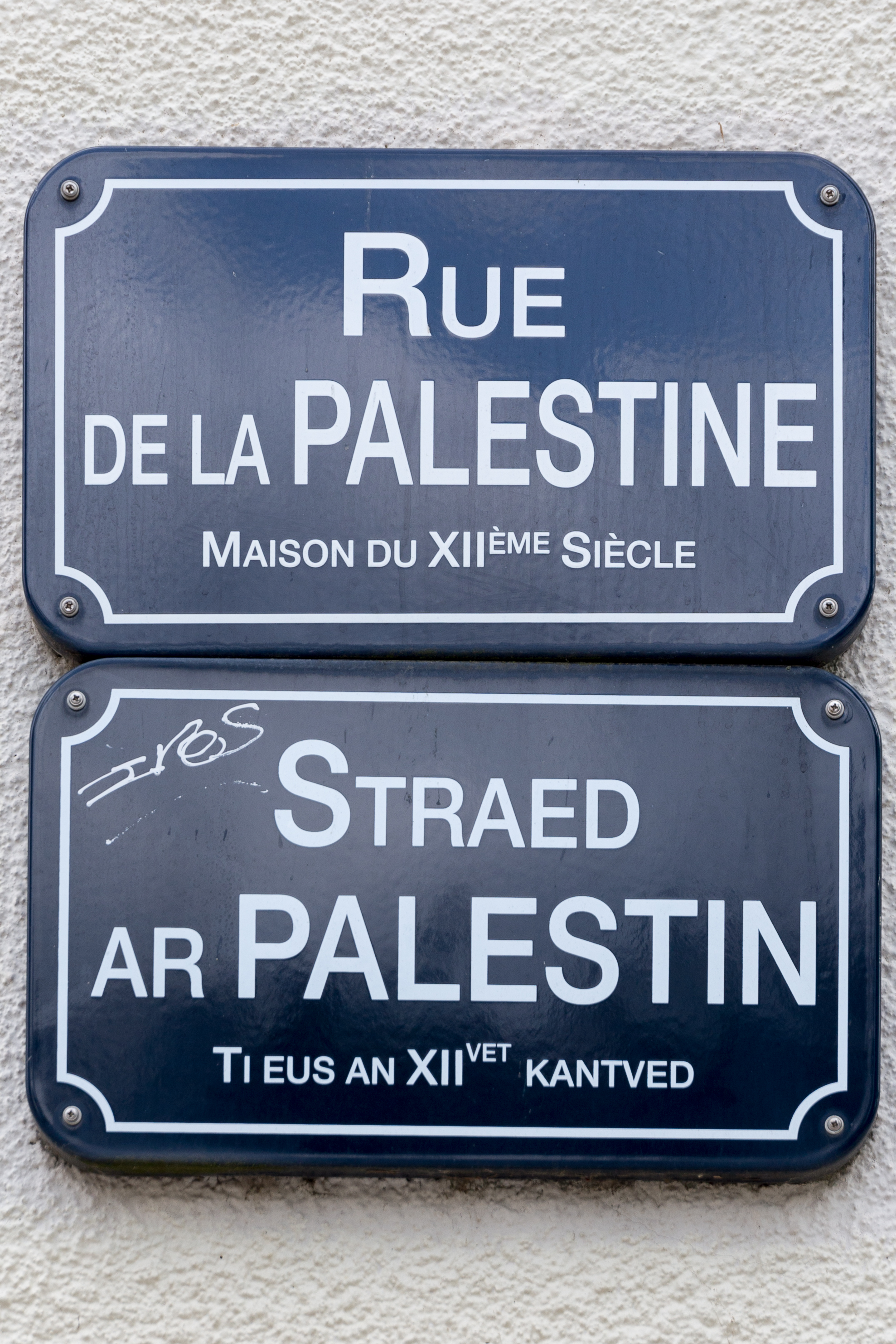

Son nom provient de deux maisons de campagne, la grande et la petite Palestine auxquelles elle conduisait autrefois. Ce nom a été donné dès le XVIIe siècle, à divers terrains dépendant de l'ancienne abbaye bénédictine de Saint-Melaine, par les moines en référence à des traditions bibliques.

## Historique
Avant 1720, cette voie apparaît comme la rue du Thabor, mais elle est déjà nommée ruelle de la Palestine en 1813 sur le tracé du chemin vicinal n°17. À l'époque, elle rejoint directement la rue de Fougères au niveau de l'ancienne ruelle Lancezeur (actuelle rue Lesage). Aujourd'hui elle est légèrement coudée pour venir se brancher sur la rue du Thabor.

## Bâtiments remarquables et lieux de mémoire
- No 3 : Hôtel de la Vicomté, un hôtel particulier en granit d'inspiration Renaissance, de 300 m2 avec 120 m2 de terrain, construit en 1902 pour M. de la Villeaucomte et son épouse par l'architecte Jobbé-Duval. Cette bâtisse a été occupée pendant de nombreuses années, jusqu'au 10 février 2012, par la paierie départementale, un organisme public chargé de la gestion financière et comptable du conseil général d'Ille-et-Vilaine[2]
- No 5 : Hôtel de la Bigne Villeneuve
- No 9 : Hôtel Légeard de la Dyriais
- No 17 : Hôtel Clément, construit en 1903 pour M. Charles Clément et sa famille par l'architecte Eugène Guillaume [3]
- No 29 : École MJM Graphic sise depuis 1988 dans un hôtel particulier à l'angle du boulevard de la Duchesse Anne
- No 48 : Villa Palestine